# Chrysler Cirrus
La Cirrus è un'autovettura mid-size prodotta dalla Chrysler dal 1995 al 2000.

## Il contesto
Era la variante a prezzo medio della Dodge Stratus e venne offerta solo in versione berlina quattro porte. L'anno seguente fu introdotta la Plymouth Breeze, ovvero la loro versione a basso prezzo. I tre modelli, infatti, erano legati tramite una tecnica commerciale conosciuta come badge engineering, ovvero si commercializzava con vari marchi e/o nomi un progetto di autovettura (tendenza piuttosto presente in altri colossi del settore come la General Motors per certi SUV della Chevrolet, spesso distribuiti con marchio GMC) e vennero soprannominati "Cloud Cars" (in italiano "auto delle nuvole"), poiché in inglese "stratus", "cirrus" e "breeze" significano, rispettivamente, "strato", "cirro"" e "brezza", dato che il gruppo Chrysler, per la loro creazione pensò di poter dare loro i nomi dei vari tipi di nuvole. Le tre vetture erano pertanto quasi identiche e il design fu affidato a Michael Santoro, che realizzò per la prima volta il progetto nel 1991.

## Storia
La Chrysler Cirrus era basata su un'omonima concept car che venne presentata al salone dell'automobile di Detroit l'12 gennaio 1992. Lo sviluppo del modello iniziò l'anno precedente con l'obiettivo di realizzare un modello divertente da guidare e dotato di una linea accattivante, ma adatto anche alle famiglie.  La concept car era dotata di portiere incernierate posteriormente e di un motore sovralimentato da 3 L e 400 CV. L'abitacolo era in posizione piuttosto avanzata, la linea presentava delle forme aerodinamiche ed il parabrezza era particolarmente inclinato. Il frontale e la coda furono realizzati abbastanza somiglianti.
La Cirrus prodotta di serie era basata sul pianale JA del gruppo Chrysler ed era dotata di sospensioni indipendenti (doppi braci trasversali all'avantreno e sospensioni multilink al retrotreno). Il cambio era manuale a cinque rapporti oppure automatico a quattro marce. Il servofreno era offerto di serie. Il motore era anteriore e trasversale, e la trazione era all'avantreno. Tra l'equipaggiamento offerto di serie, erano offerti l'aria condizionata, l'ABS, il cruise control, gli alzacristalli elettrici, la chiusura centralizzata e gli specchietti retrovisori regolabili elettricamente. Gli allestimenti disponibili erano due, quello base (l'LX) ed uno più lussuoso (l'LXi). Nel 1998 l'allestimento LX fu tolto dai listini, ma venne reintrodotto nel 2000 per compensare l'uscita di scena della Plymouth Breeze.
En 2001, Chrysler remplaça la Stratus par la Sebring.

### Motori
- Quattro cilindri in linea da 2,4 L di cilindrata;
- V6 da 2,5 L.